# Ian McMillan (labdarúgó)
John Livingstone „Ian” McMillan (Airdrie, 1931. március 18. – 2024. február 16.) skót labdarúgócsatár, edző.
A skót válogatott tagjaként részt vett az 1954-es labdarúgó-világbajnokságon. Unokája a szintén labdarúgó Iain Russell.